# Columbia, North Carolina
Columbia är administrativ huvudort i Tyrrell County i North Carolina. Enligt 2010 års folkräkning hade Columbia 891 invånare.